# جگوار ئی-پیس
جگوار ئی-پیس (به انگلیسی: Jaguar E-Pace) (ایکس۵۴۰) یک کراس‌اوور لوکس کامپکت کوچک (سگمنت سی در اروپا) است که توسط خودروساز بریتانیایی جگوار لندرور (JLR) تحت مارک جگوار تولید می‌شود. این خودرو رسماً در ۱۳ ژوئیه ۲۰۱۷ معرفی شد و دومین شاسی‌بلند جگوار تولیدی بود.
این خودرو در گراتس، اتریش، توسط مگنا اشتایر ساخته شده‌است و از سال ۲۰۱۸ نیز قرار است توسط چری جگوار لندرور، سرمایه‌گذاری مشترک JLR با شریک چری، در چانگشو، چین ساخته شود.

## بررسی
این خودرو که تحت هدایت طراح ارشد جگوار، ایان کالوم طراحی شده‌است، بر اساس نسخه اصلاح شده سکوی JLR D8، سکوی JLR PTA است، همان‌طور که توسط دومین تجسم رنج‌روور ایواک و دومین تجسم لندروور دیسکاوری اسپورت استفاده می‌شود.
این خودرو دارای موتور جلوی عرضی است و در دو نسخه محور جلو و چهار چرخ متحرک موجود است.
راننده بدل‌کاری تری گرانت یک رکورد جهانی پرش رول بشکه‌ای را در ماشین برای نمایشی که در مرکز اکس‌سل لندن انجام شد، انجام داد. این خودرو یک چرخش ۲۷۰ درجه را انجام داد و ۵۰ فوت (۱۵٫۳ متر) را در هوا طی کرد.
- عقب ئی-پیس آر-داینامیک
- جگوار ئی-پیس اچ‌اس‌ئی
- جگوار ئی-پیس اچ‌اس‌ئی
- جگوار ئی-پیس پی۲۵۰ اس‌ئی (فیس‌لیفت، آمریکای شمالی)
- جگوار ئی-پیس پی۲۵۰ ای‌ئی (فیس‌لیفت، آمریکای شمالی، نمای عقب)
- داخل

## پیشرانه‌ها
مدل‌های آمریکای شمالی دو نوع موتور ۲٫۰ لیتری Ingenium را دریافت می‌کنند که ۲۴۷ اسب بخار (۱۸۴ کیلووات؛ ۲۵۰ اسب بخار متری) یا ۲۹۶ اسب بخار (۲۲۱ کیلووات؛ ۳۰۰ اسب بخار متری) تولید می‌کند که همگی به یک موتور ۹ سرعته ZF 9-HP خودکار متصل می‌شوند.